# Имбриовец
Имбриовец је насељено место у саставу општине Ђелековец у Копривничко-крижевачкој жупанији, Република Хрватска.

## Историја
До територијалне реорганизације у Хрватској налазио се у саставу старе општине Копривница.

## Становништво
На попису становништва 2011. године, Имбриовец је имао 341 становника.

## Попис1991.
На попису становништва 1991. године, насељено место Имбриовец је имало 502 становника, следећег националног састава:
| Попис 1991.‍ | Попис 1991.‍ | Попис 1991.‍ | Попис 1991.‍ | Попис 1991.‍ |
| ----------- | ----------- | ----------- | ----------- | ----------- |
|             |             |             |             |             |
| Хрвати      | Хрвати      |             | 492         | 98,00%      |
| Југословени | Југословени |             | 1           | 0,19%       |
| Срби        | Срби        |             | 1           | 0,19%       |
| непознато   | непознато   |             | 8           | 1,59%       |
| укупно: 502 |             |             |             |             |